# Maytenus ficiformis
Maytenus ficiformis är en benvedsväxtart som beskrevs av Reiss. Maytenus ficiformis ingår i släktet Maytenus och familjen Celastraceae. Inga underarter finns listade.